# Kántor Zsuzsa
Kántor Zsuzsa (Budapest, 1916. március 17. – 2011. április 6.) József Attila-díjas magyar írónő. Fia: Kántor Péter költő.

## Életpályája
1948-ban végzett a Budapesti Tanítóképző Főiskolán. 1967-ben végezte el az ELTE BTK orosz szakát.
Könyvesboltban dolgozott. 1947 és 1970 között tanítói, majd egyetemi diplomával tanított. 1950-től iskolaigazgató volt.

## Művei

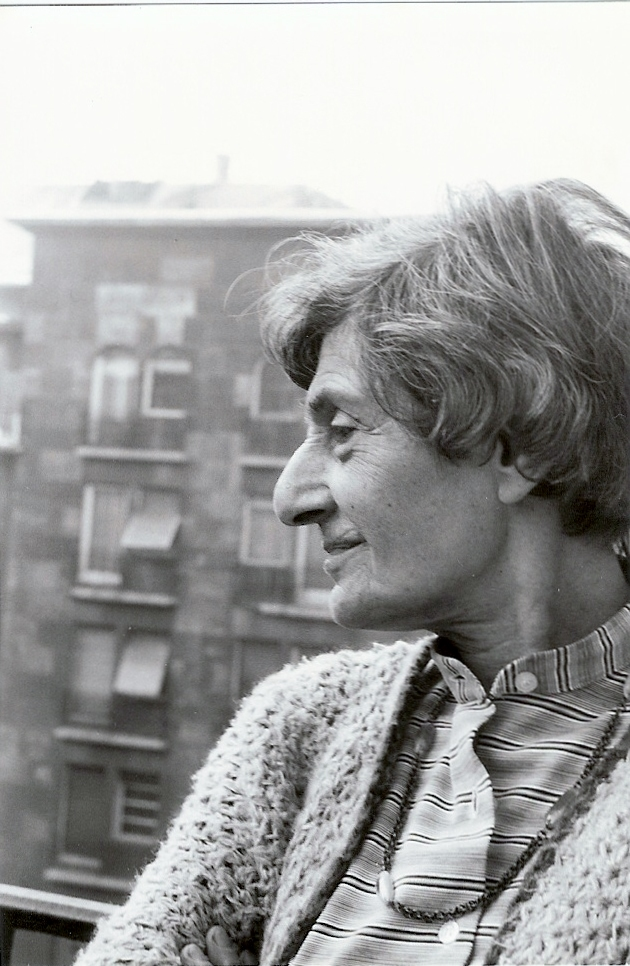
Budapesti otthonában

- Márciustól márciusig (regény, 1947)
- Jó utat, VII. B! (elbeszélés, 1954)
- Feledhetetlen ifjúság (Braun Éva élete, 1955)
- Rügyecske (ifjúsági regény, 1956)
- Práter utca (ifjúsági regény, 1957)
- Tévedés. A szép Jacola (ifjúsági kisregények, 1958)
- Dávid elindul (ifjúsági kisregény, 1961)
- Csalánba nem üt a mennykő. A Csúnyaherceg. Szerződés Bogárkával (kisregények, 1963)
- Az új lány (ifjúsági regény, 1964)
- Jó napot Fácia Negra! Portyázó tigrisek (kisregények, 1966)
- Csacsifej (kisregények, 1968)
- Kulipintyó (ifjúsági regény, 1971)
- Zenél a Zakariás (kisregény, 1973)
- Matekária (regény, 1974)
- Kannibálok. Bogárka. A csodálatos napszemüveg (kisregények, 1975)
- Szerelmem, Csikó (ifjúsági regény, 1975)
- Portyázó tigrisek (kisregény, 1976)
- Felvétel indul! Osztályfénykép (kisregények, 1977)
- Az opál Opel utasai (ifjúsági regény, 1979)
- Hajszesz és bolondgomba (fantasztikus kisregény, 1980)
- Ballada egy márványtábláról (történelmi regény, 1980)
- Anonymus diplomatatáskával (ifjúsági regény, 1984)
- Apolci csacsi és más mesék (mesék, 1984)
- Tudtam, hogy jössz! (ifjúsági regény, 1986)
- Csisz-csosza ház (gyermekregény, 1988)
- Pingvinfotók (regény, 1989)

## Díjai, elismerései
- A Munka Érdemrend ezüst fokozata (1976)
- KISZ-díj (1978)
- A Munka Érdemrend arany fokozata (1986)